# 박리혜
박리혜(朴梨惠, 1975년~)는 대한민국의 요리사이다. 재일 한국인이며, 일본의 메뉴 플래너와 푸드 라이터를 겸하는 프랑스 요리 전문가이다.
야구선수 박찬호와 2005년 11월 29일 미국 하와이에서 결혼식을 올렸다.
재일동포 부동산 재벌인 박충서 씨의 2남 1녀 중 둘째다. 참고로, 박충서씨는 1998년에 일본 전체 소득세 관련 세금 총액 2억 8170만 엔을 납부해 상위 76위에 이름을 올린 적도 있다.

## 경력
- 1998년
  - 일본 조치(上智) 대학교 문학부 졸업
  - 미국 더 컬리너리 인스티튜트 오브 아메리카(CIA) 입학
  - 프랑스 요리를 베이스로 하는 세계 각국의 요리, 제과, 제빵, 와인학, 레스토랑 경영학을 수학
    - A.O.S. of Culinary Arts
    - Food and Management Sanitation Certificate

- 2000년
  - 프랑스 리옹의 일성(一星)급 레스토랑 'Pierre Orsi'의 키친에서 5개월간의 '스타쥬'(stage, →견습기간) 연수
  - 일본 귀국 후, 도쿄 자택에서 소수인원제의 심플 프렌치푸드 교실 '앨리스 키친'(Alice Kitchen) 개강
  - 미국 캘리포니아주 퀴진(cuisine)인 'Chez Panisse'(캘리포니아주 버클리시)의 키친에서 3개월 간의 인턴

- 2001년
  - 유기농 식품(organic food)재료에 주목한 새로운 심플 프렌치푸드 교실 '앨리스 키친' 재개강
  - 일본 월간지 '음식점 경영'(상업계)에 음식에 관한 스페셜 리포트, 컬럼 연재 개시
  - 서울 시내의 '카페 마르쉐'의 메뉴개발 담당
  - 도쿄 시부야 세이부 지하 2층에 위치한 세탄쥬(Septanges)내의, 'B&B 키친'(주식회사 드림 코퍼레이션)의 오프닝에 관련하여, 키친 스탭의 조리지도 및 메뉴 개발 담당

### 자격
- Food and Management Sanitation Certificate
- 일본 소믈리에(Sommelier)협회 공인 와인어드바이저

## 가족
- 배우자: 박찬호
  - 자녀: 3녀